# 异鹫属
异鹫屬（意為「奇異的鳥」），又名畸鸟，為北美洲已滅絕的异鹫科猛禽，在美國加利福尼亞州、奧勒岡州、內華達州南部、亞利桑那州及弗羅里達州（主要發現地點為加利福尼亞州的拉布雷亞瀝青坑）有超過 100 隻化石及亞化石出土。幾乎所有的化石均來自於更新世晚期，僅有弗羅里達州夏洛特港附近的雷西貝殼坑（英語：Leisey Shell Pit）有出土來自更新世早期的异鹫骨骸，不過也可能隸屬於獨立物種或是亞種。

## 描述

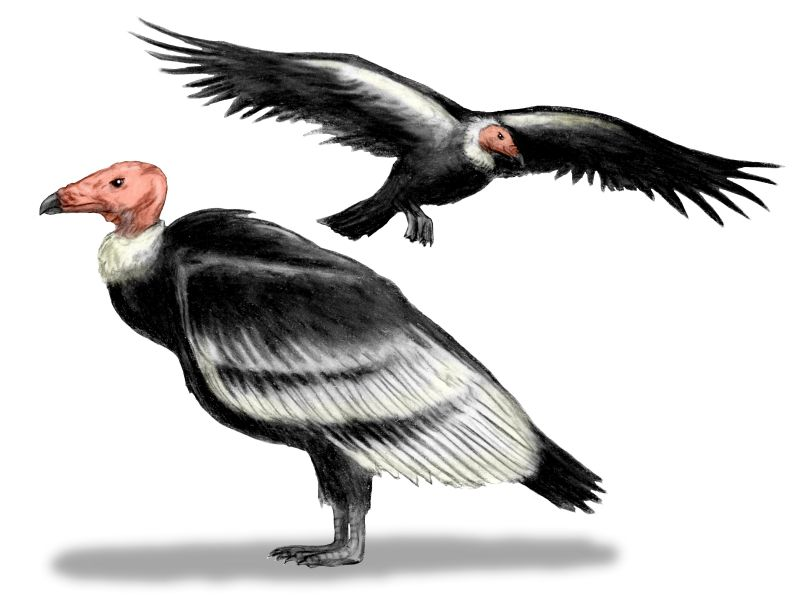
復原圖

异鹫翼展3.5至3.8米（11至12英尺），翼面積接近 17.5 m²，直立時高度接近 75 cm（30英寸），較現存的安地斯神鷹大。體重接近 15（33磅），將近加州神鷲的兩倍重。近親屬风神鹫属原本被命名為 Teratornis incredibilis，但在之後被重新命名為獨立屬；牠們存活於更早期的年代且體型比异鹫大上 40%。

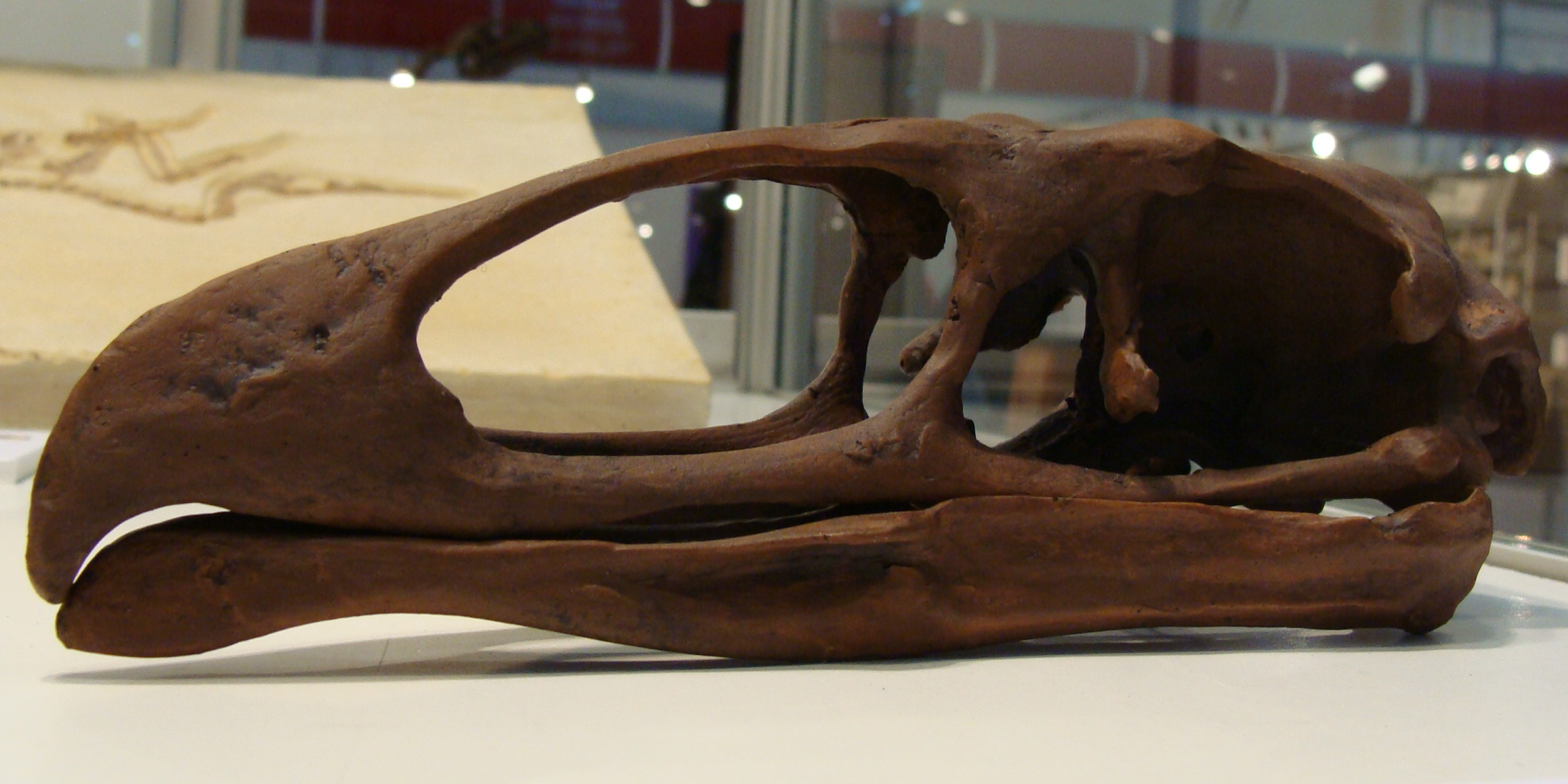
顱骨

异鹫的指骨和現代鳥類一樣互相融合，然而一部分的食指形成了一個提供長飛羽著生的扁平構造，使得牠們更能有效利用上升氣流。牠們的腿和安地斯神鹫類似，但是更粗壯，腳可以用來撕扯獵物的肢體，但沒辦法像其他猛禽那樣有很有力的抓握。牠們的翼面負載接近加州神鷲，可能僅透過跳躍並拍動翅膀就能自地面起飛。

## 生態學與滅絕
异鹫的行為可能類似於神鷲，但較大的喙代表牠們可能是更活躍的掠食者。接近小型兔子體型的獵物可以直接整隻吞下，而牠們也和神鷲與禿鷲一樣會以腐肉為食。大部分在拉布雷亞瀝青坑發現的個體可能是被受困於瀝青中的更新世巨型動物群吸引而來，牠們會在屍體撕裂開口並讓渡鴉或鵰等較小型的鳥類得以取食其中的腐肉，而大部分的哺乳動物掠食者很難在不陷入至瀝青的前提下取得這些屍體，然而仍然有不少的鳥類陷入至瀝青坑中死亡。
針對异鹫顱骨與嘴喙的研究顯示，魚類也可能是牠們的主食之一，加上強壯的腿、粗壯的爪、不如老鷹的抓握能力，到表牠們可能和魚鷹一樣會去捕捉水中的獵物；這也解釋了為什麼善於飛行的异鹫會受困於瀝青之中。

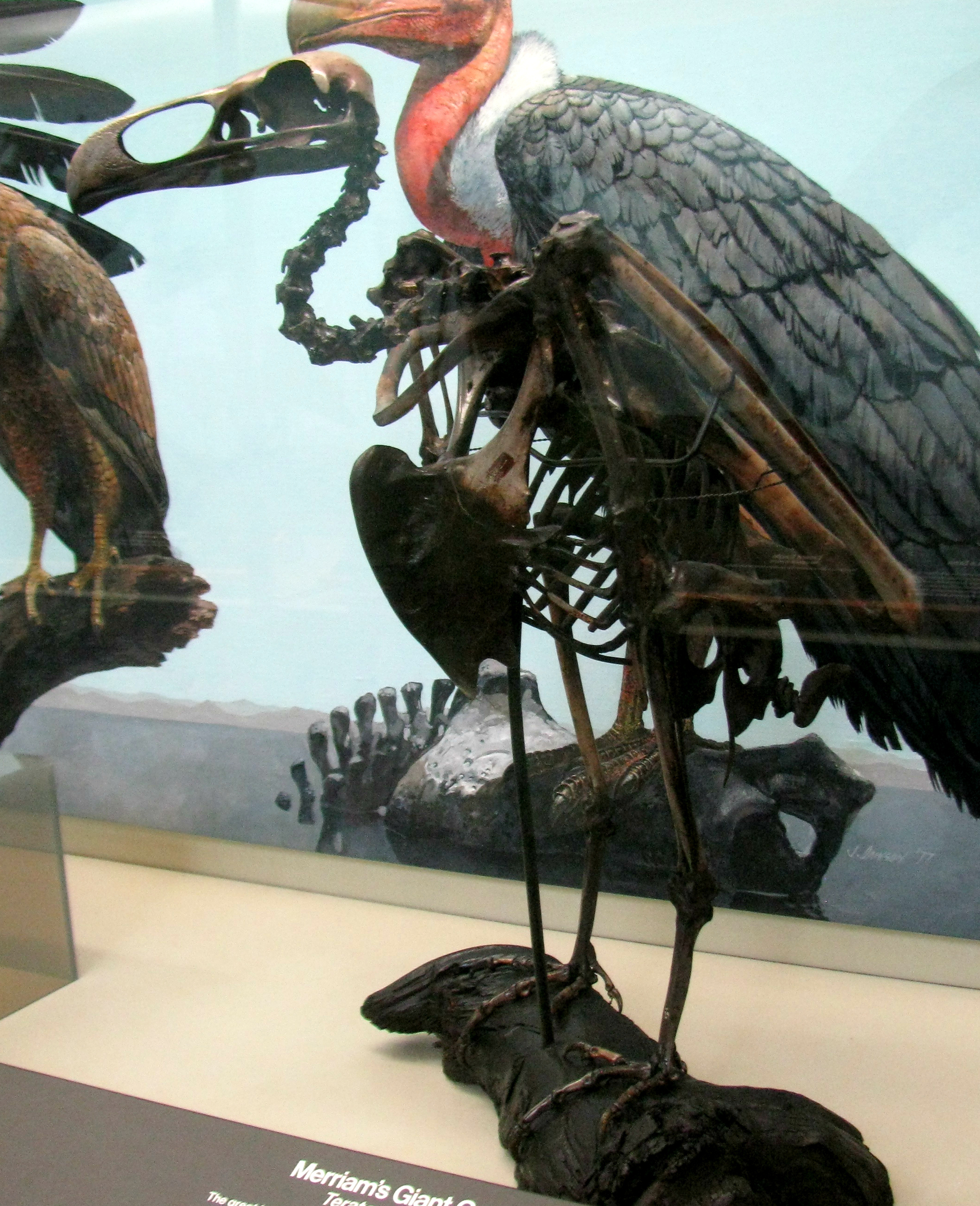
呈站姿的骨架

异鹫滅絕的主因可能是由於末次冰期消退所帶來的氣候變遷，導致生活環境改變、大型獵物數量減少，而泰樂通鳥不像鷹或雕那樣擅長捕捉小型獵物，食性也不如神鷲多樣化，因此只能走向絕種。同位素分析研究顯示加州神鷲得以在巨型動物群滅絕後存活歸因於牠們也會以太平洋沿岸岸上的海洋哺乳動物屍體為食。

## 物種
- 梅氏异鹫 Teratornis merriami[1]：現時所知最詳細的物種。至今已發現超過100個標本，大部份都是來自拉布雷亞瀝青坑。牠們站立時高 75（30英寸），估計翼展 3.5至3.8（11至12英尺），重約 15（33英磅），只現存的神鷲大上 33%。牠們約於1萬年前的更新世晚期滅絕。
- 伍德本异鹫 Teratornis woodburnensis[4]：最早發現棲息於拉布雷亞瀝青坑北方的物種，標本發現於奧勒岡州伍德本的軍團公園（Legion Park），發現部位包括肱骨、部分顱骨、嘴喙、胸骨和脊椎骨，估計翼展超過 4（13英尺）[5]。生存年代為 11,000 - 12,000 年前的更新世晚期。同一地層中還有乳齒象、地懶、神鷲的化石[4]。